# Förhållning
Förhållning, term från harmoniläran. Det är en av de betonade dissonanserna. 
Tonen ifråga 
1) förbereds först i ett konsonant sammanhang
2) ligger därefter kvar på (relativt) betonad taktdel, trots att det harmoniska sammanhanget ändras så att en dissonans uppstår mellan förhållningstonen och annan ton i ackordet
3) faller (nedåt, oftast en halvton, men kan i undantagsfall gå uppåt, beroende på sammanhanget) så att konsonans igen uppstår
I sträng harmonilära ska alla betonade dissonanser vara av denna typ. I friare sats förekommer också förslag (ordet förslag har i denna betydelse betoningar på bägge stavelserna).